# Fred Griffiths
Pas d'image ? Cliquez ici

a Compétitions nationales et continentales officielles uniquement.

b Matchs officiels uniquement.
Fred Griffiths, né vers 1935 en Rhodésie et mort en 2000 à Perth, est un joueur de rugby à XV et rugby à XIII international sud-africain évoluant au poste d'arrière ou de centre en XIII. Il tient le rôle d'entraîneur en XIII durant quatre saisons à North Sydney en Australie. Également, il prend part également à l'unique tournée de l'Afrique du Sud en 1963 en Australie disputant le second test-match.

## Biographie
Fred Griffiths est né Rhodésie. Il rejoint le club de Wigan en 1957 et devient l'un des meilleurs joueurs de ce club au il y évolue au poste d'arrière. Il y dispute 161 rencontres lors de son passage et prend une part active dans le titre Championnat d'Angleterre en 1960 et de Challenge Cup en 1958 et 1959.
En 1963, il prend part à la tournée de l'Afrique du Sud en 1963 en Australie et décide à la sortie de cette tournée de s'établir en Australie. Il rejoint alors le club de North Sydney et devient trois années de suite (1963, 1964 et 1965) le meilleur marqueur de points du Championnat de Nouvelle-Galles du Sud. Il devient est durant sa période australienne entraîneur-joueur de North Sydney.
Il décède en 2000 à Perth en Australie.

## Palmarès

### Rugby à XIII
- Collectif : 
  - Vainqueur du Championnat d'Angleterre : 1960 (Wigan).
  - Vainqueur de la Challenge Cup : 1958 et 1959 (Wigan).
  - Finaliste de la Challenge Cup : 1961 (Wigan).

- Individuel :
  - Meilleur marqueur de points du Championnat de Nouvelle-Galles du Sud[Note 1] : 1963, 1964 et 1965 (North Sydney).

#### Détails en sélection
| Matchs internationaux de Fred Griffiths en rugby à XIII | Matchs internationaux de Fred Griffiths en rugby à XIII | Matchs internationaux de Fred Griffiths en rugby à XIII | Matchs internationaux de Fred Griffiths en rugby à XIII | Matchs internationaux de Fred Griffiths en rugby à XIII | Matchs internationaux de Fred Griffiths en rugby à XIII | Matchs internationaux de Fred Griffiths en rugby à XIII | Matchs internationaux de Fred Griffiths en rugby à XIII | Matchs internationaux de Fred Griffiths en rugby à XIII | Matchs internationaux de Fred Griffiths en rugby à XIII | Matchs internationaux de Fred Griffiths en rugby à XIII | Matchs internationaux de Fred Griffiths en rugby à XIII |
|                                                         | Date                                                    | Adversaire                                              | Résultat                                                | Compétition                                             | Poste                                                   | Points                                                  | Essais                                                  | Pen.                                                    | Drops                                                   |                                                         |                                                         |
| ------------------------------------------------------- | ------------------------------------------------------- | ------------------------------------------------------- | ------------------------------------------------------- | ------------------------------------------------------- | ------------------------------------------------------- | ------------------------------------------------------- | ------------------------------------------------------- | ------------------------------------------------------- | ------------------------------------------------------- | ------------------------------------------------------- | ------------------------------------------------------- |
| sous les couleurs de l'Afrique du Sud                   |                                                         |                                                         |                                                         |                                                         |                                                         |                                                         |                                                         |                                                         |                                                         |                                                         |                                                         |
| 1.                                                      | 27 juillet 1963                                         | Australie                                               | 21-54                                                   | Test match                                              | Centre                                                  | 6                                                       | -                                                       | 3                                                       | -                                                       |                                                         |                                                         |